# Trinisaura
Trinisaura é um gênero de dinossauro do clado Ornithopoda. Há uma única espécie descrita para o gênero Trinisaura santamartaensis. Seus restos fósseis foram encontrados na formação Snow Hill Island, na ilha James Ross, Antártida, e datado do Cretáceo Superior (Campaniano).